# Protéolyse
 (mai 2021).
Si vous disposez d'ouvrages ou d'articles de référence ou si vous connaissez des sites web de qualité traitant du thème abordé ici, merci de compléter l'article en donnant les références utiles à sa vérifiabilité et en les liant à la section « Notes et références ».
En biochimie, la protéolyse est la segmentation des protéines en ses fragments de base (acides aminés) via l'hydrolyse catalysée par des enzymes dits « protéolytiques » (protéases ou hydrolases).
Elle intervient dans la digestion, dans la biodégradation et dans certains mécanismes d'attaque de pathogènes, et inversement de défense immunitaire contre des pathogènes. C'est un processus consommateur d'énergie (d'ATP) qui est — comme la synthèse protéique — finement régulé par des facteurs génétiques, nutritionnels et hormonaux (encore mal connus).

## Dans l'alimentation
Dans le processus de digestion, la protéolyse est la principale source d’acides aminés pour l’organisme (75 % contre 25 % pour les apports directs).
Ses mécanismes ont longtemps été moins étudiés que ceux de la synthèse protéique, mais c'est un domaine de connaissance qui progresse vite.

## Dans l'industrie
Par exemple en brasserie chaude, la protéolyse correspond à la phase de décoction par une mise à température de 45 à 55 °C de la maische, permettant la coupure des protéines du malt. 
Elle précède l'amylolyse et la saccharification de l'amidon.